# Selecció de futbol de Tanzània
La selecció de futbol de Tanzània (Suahili: Timu ya Taifa ya Mpira wa Miguu ya Tanzania) és l'equip que representa a Tanzània a les competicions oficials de futbol masculí. Està supervisada per la Federació de Futbol de Tanzània. Aquesta selecció mai ha aconseguit classificar-se per la Copa del Món de Futbol. És coneguda com les Estrelles de Taifa.

## Història
Després de classificar-se per la Copa d’Àfrica de Nacions de 1980, Tanzània va passar gairebé quatre dècades sense cap alegria. La millor campanya que va fer va ser en la fase prèvia de la Copa d’Àfrica de Nacions del 2008, quan van vèncer els dos partits davant la selecció de Burkina Faso. L'equip no va tornar a aconseguir la classificació fins al torneig de 2019, èxit que va repetir quatre anys després.

## Formació
La selecció de Tanzània juga amb un 4-2-3-1 (1), però a vegades pot jugar amb un 4-4-2 (1). El seu onze més habitual l'any 2021 era el següent: Samatta (porter), Kibabage, Bocco, Msuva (defenses), Salum, Yassin, Hussein, Mwamnyeto, Juma, Mwenda (migcampistes) i Maula (davanter).